# Ina Hoßfeld

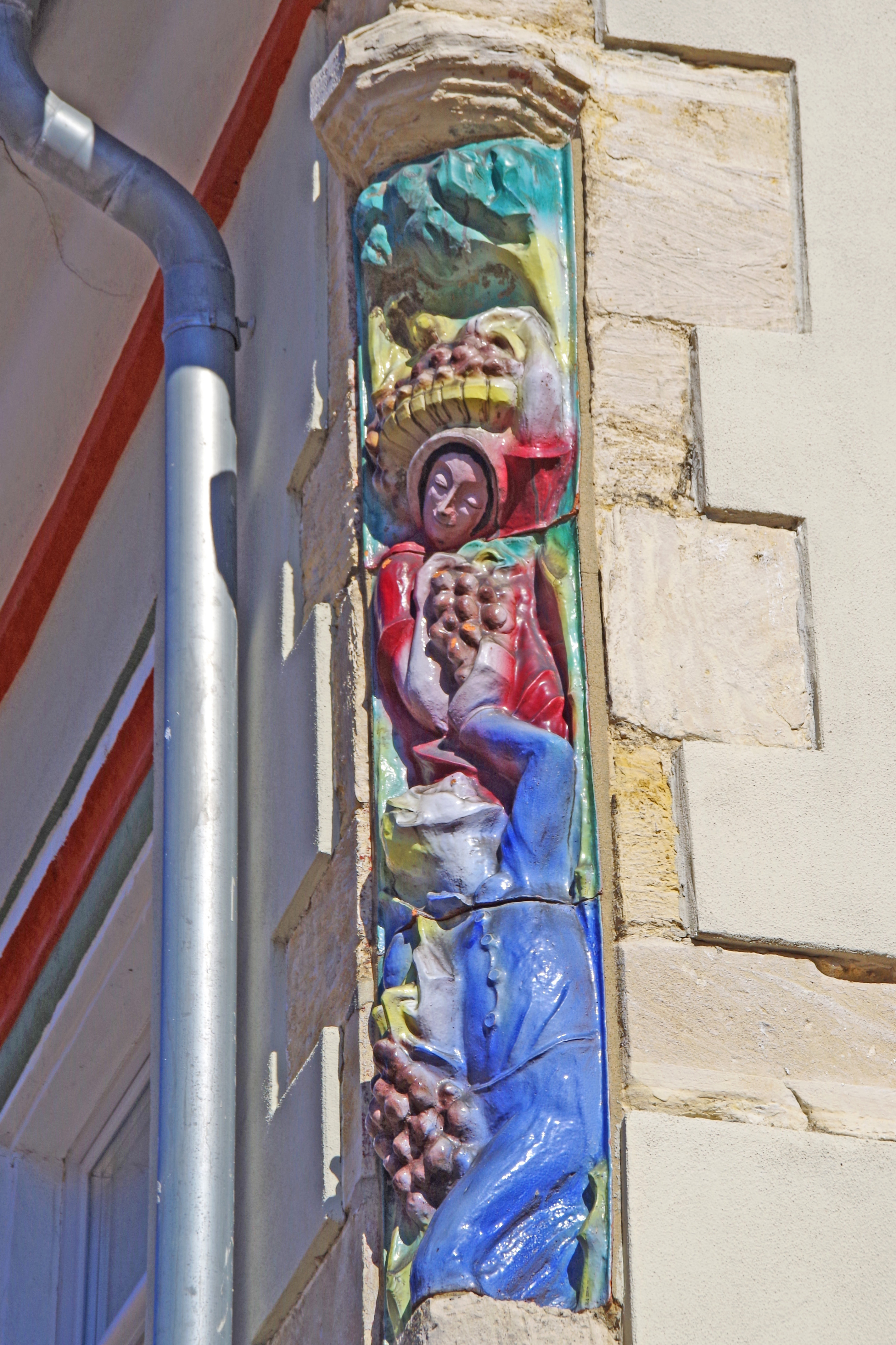
Figur am ehemaligen Waisenhaus Marienstraße 20 in Naumburg (Saale)

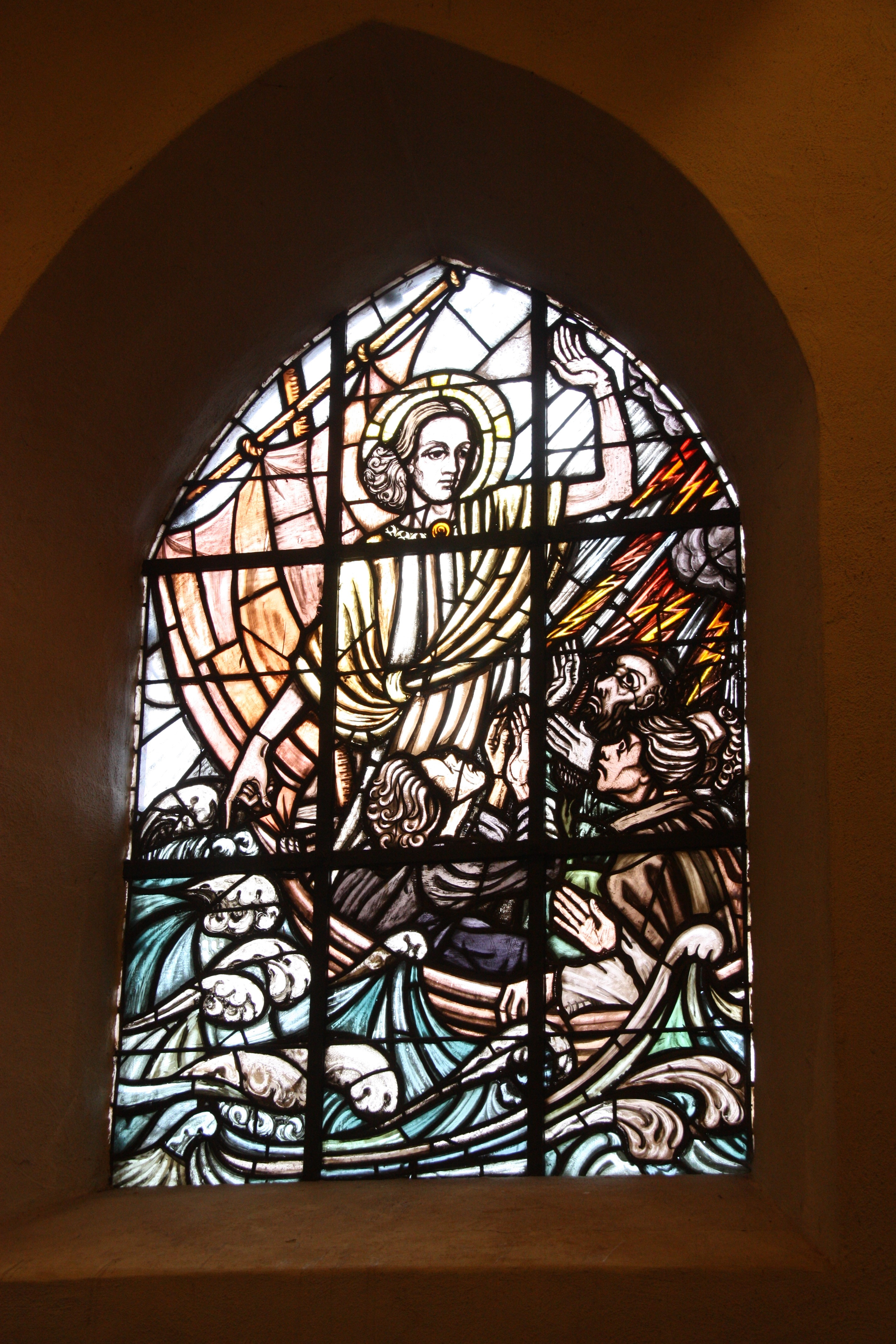
Stillung des Seesturms in Alt-Rahlstedt

Ina Hoßfeld (geboren am 13. März 1881 in Flensburg; gestorben am 23. Oktober 1943 in München) war eine deutsche Glasmalerin und Bildhauerin.

## Leben
Hoßfeld war eine Tochter des Architekten Richard Plüddemann (1846–1910). Von 1900 bis 1904 studierte sie an der Kunstakademie in München. Nach ihrer Hochzeit mit Friedrich Hoßfeld zog sie 1909 nach Rotenburg an der Fulda, danach lebte sie von 1912 bis 1926 in Naumburg an der Saale, wo Hoßfeld 1918 Stadtbaurat wurde. Sie war in der Lebensreformbewegung; Zentren dieser Kreise waren Bad Kösen und Naumburg.
In dieser Zeit wandte sie sich der traditionellen Bleiverglasung mit Schwarzlotmalerei sowie der Steinbildhauerei zu. Beim Neubau des Goetheanums in Dornach bei Basel studierte sie 1926 bis 1927 die neu entwickelte Glasschlifftechnik mit biegsamer Welle an großen Überfanggläsern. Von 1928 bis 1938 lebte sie in Stuttgart und schuf zahlreiche sakrale und profane Werke, u. a. für Kirchen in Lensahn, Preetz und Rahlstedt, Weißenfels und Naumburg. 1938 erfolgte der Umzug nach München.

## Werke (Auswahl)
- Glasfenster in der Kirche Alt-Rahlstedt, 1937 (die meisten durch Bombenangriff 1943 zerstört)
- Glasfenster in der Stadtkirche Preetz, 1939–1941
- Glasfenster in der Lutherkirche (Weißenfels), 1926/27–1938
- Figur am ehemaligen Waisenhaus in der Marienstraße 20/Ecke Thainburg, 1929[2]